# 新三国橋 (国道354号)
新三国橋（しんみくにばし）、柏戸陸橋（かしわどりっきょう）は、埼玉県加須市柏戸交差点から茨城県古河市牧野地に至る、国道354号のバイパス道路および当バイパスの橋である。

## 概要
三国橋の渋滞緩和のために建設された。加須市柏戸交差点で国道354号から分岐し、古河市牧野地で再び合流する。
2018年（平成30年）3月24日に板倉北川辺バイパスが開通し、柏戸陸橋を通らずに新三国橋を介して館林方面と古河方面がほぼ一直線に結ばれ、それに伴い同年4月27日には柏戸（遊水地）交差点～柏戸（中）交差点間が埼玉県道46号加須北川辺線へ降格した。

## 新三国橋
橋としての新三国橋は埼玉県道368号飯積向古河線と東武日光線、渡良瀬川を跨ぐ橋で、加須市向古河 - 古河市立崎を結んでいる。渡良瀬川の最下流の橋である。埼玉県と茨城県境に架かる新三国橋の五連アーチ橋部分(p3橋脚からp8橋脚までの延長685メートル)は茨城県が管理者となっている。堤防天端の道路から橋へは、両岸側ともアクセス不能となっている。
- 形式 : 下路ニールセンローゼ橋（5連）
- 全長2,500 m（アーチ部685 m）、幅10.5 m（うち歩道左側のみ2.5 m）
- 2000年建設

## 重複区間
柏戸 - 柏戸（遊水地）
- 栃木県道・群馬県道・埼玉県道・茨城県道9号佐野古河線

## 交差する道路
| 交差する道路                                         | 交差する場所 | 交差する場所 |
| ---------------------------------------------------- | ------------ | ------------ |
| 国道354号旧道 館林方面                               |              |              |
| 国道354号旧道                                        | 埼玉県加須市 | 柏戸         |
| 埼玉県道9号佐野古河線 埼玉県道46号加須北川辺線       | 埼玉県加須市 | 柏戸(遊水地) |
| 柏戸陸橋                                             |              |              |
| 国道354号板倉北川辺バイパス 埼玉県道46号加須北川辺線 | 埼玉県加須市 | 柏戸(中)     |
| 埼玉県道368号飯積向古河線                            | 埼玉県加須市 | -※           |
| 新三国橋                                             |              |              |
| 茨城県道503号古河坂東自転車道線                      | 茨城県古河市 | -※           |
| 国道354号旧道                                        | 茨城県古河市 | 鴻巣西       |
| 国道354号 常総方面                                   |              |              |

※新三国橋で跨ぐだけで接続はしていない。

## 周囲の施設
- 東武日光線新古河駅
- 古河スポーツ交流センター
- 古河総合公園
- 旧川ふるさと公園

## 風景

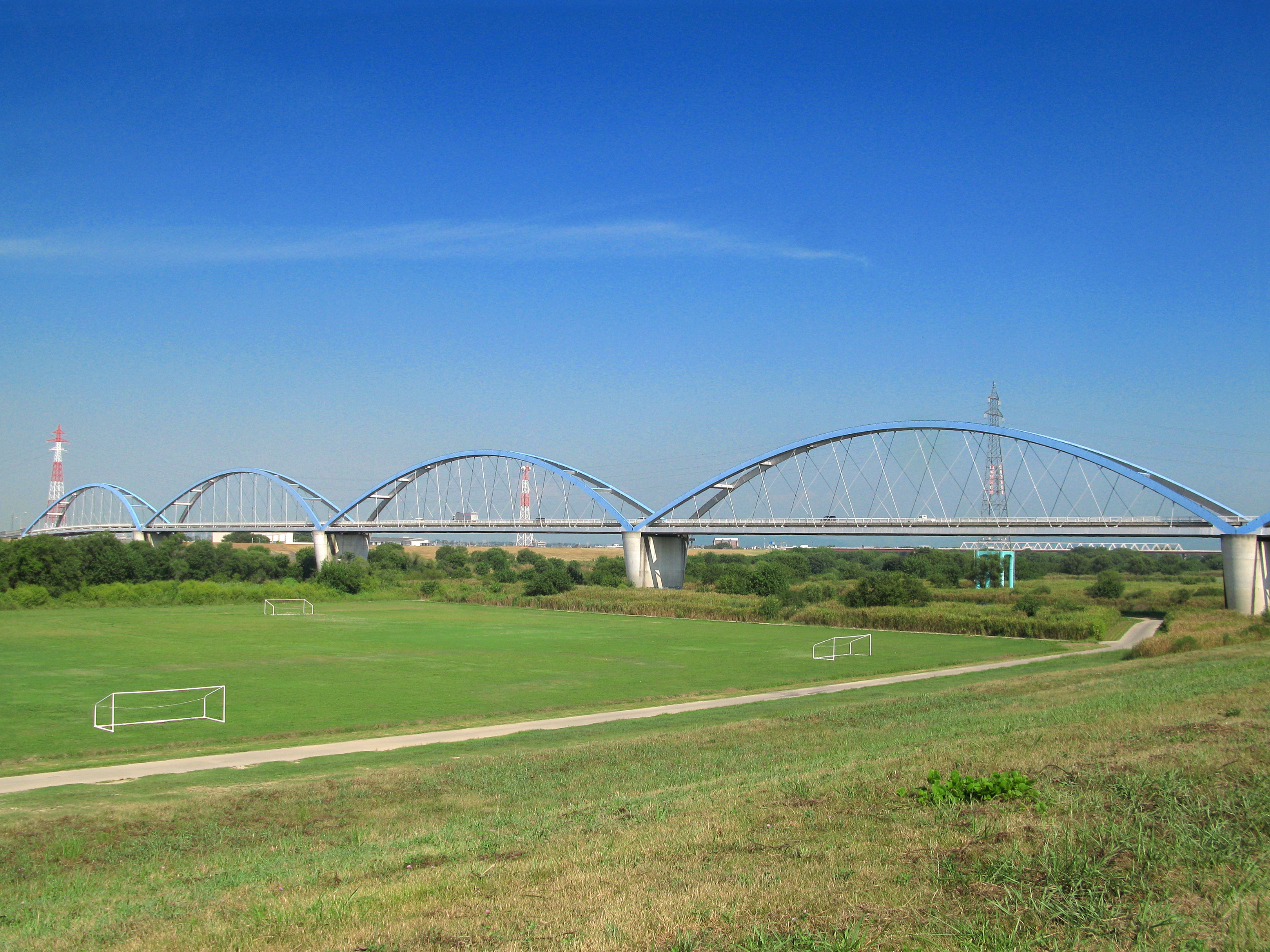
左岸下流側から
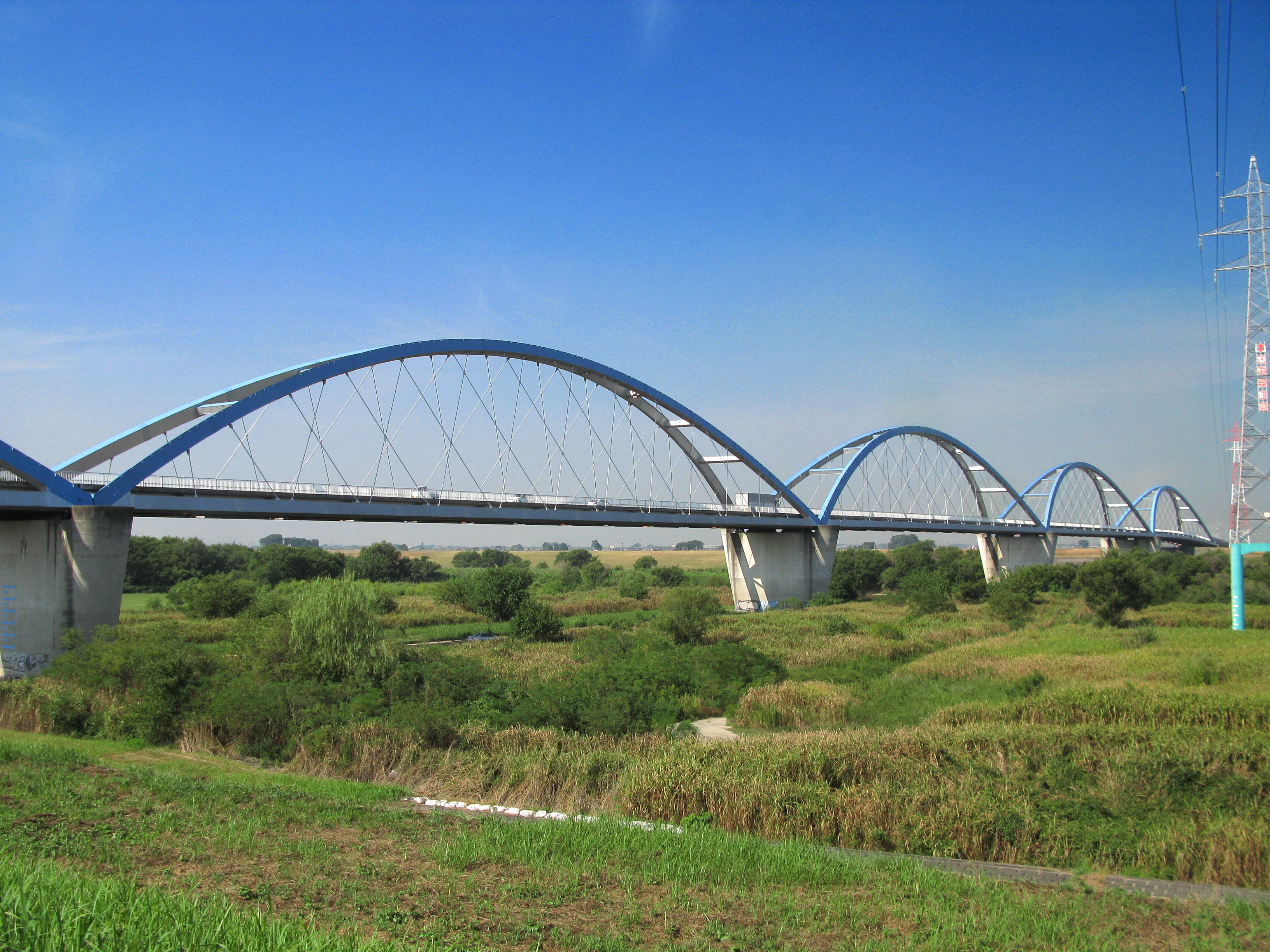
左岸上流側から
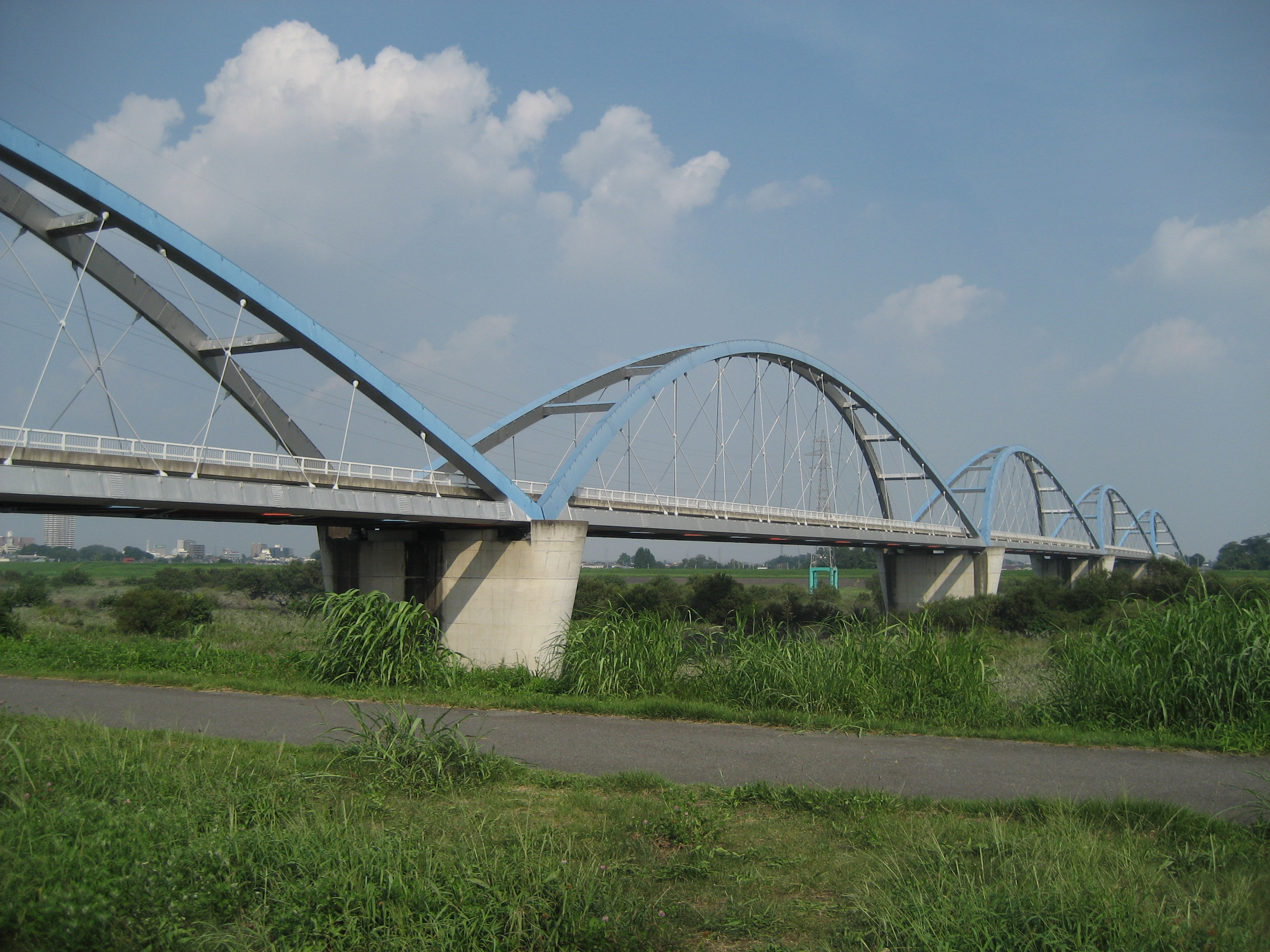
新三国橋（埼玉県加須市側から撮影）
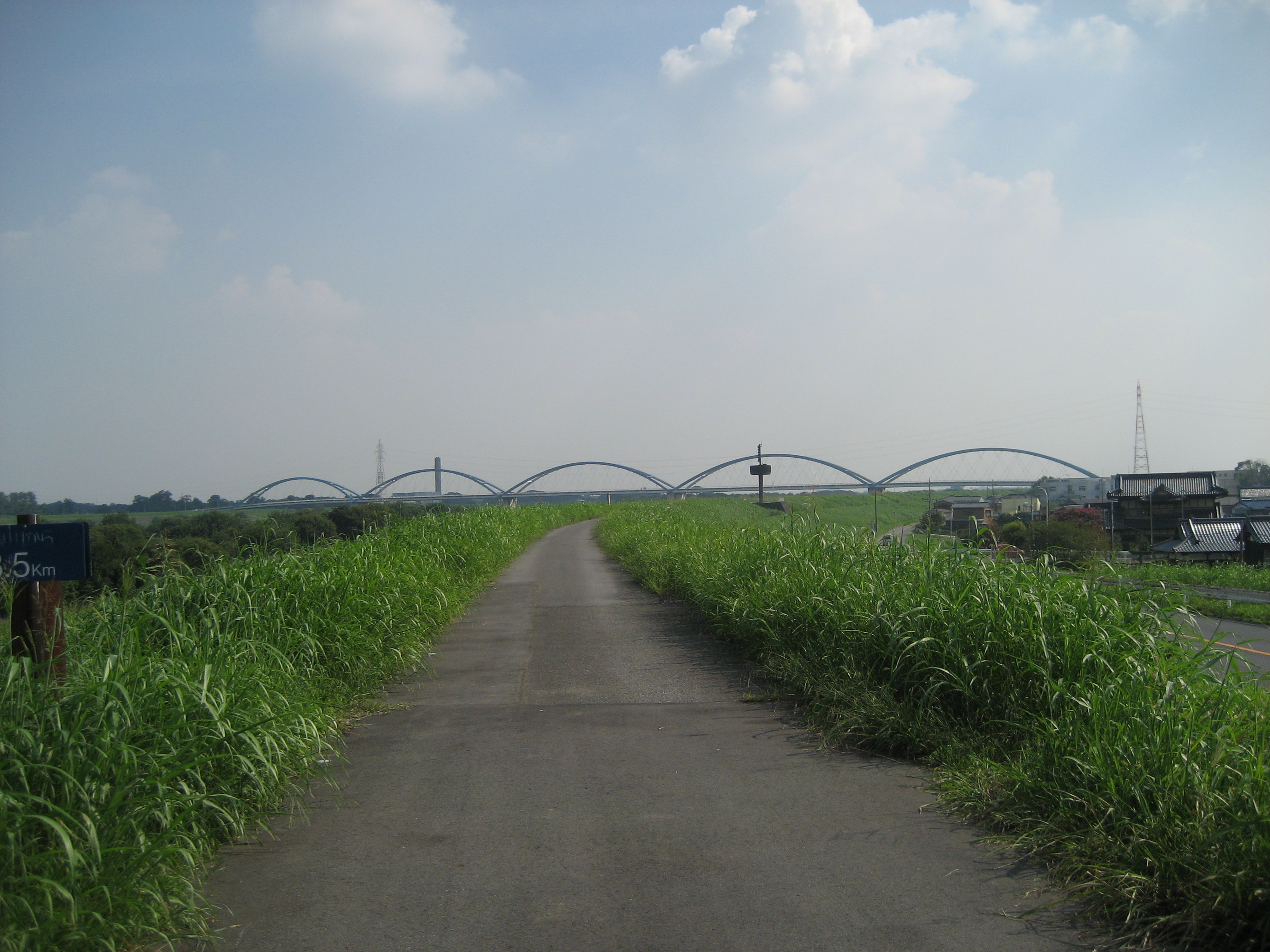
三国橋方面側から撮影

## 隣の橋
- 渡良瀬川
野渡橋 - 三国橋 - 新三国橋 - 利根川に合流